# Phyllanthus carlottae
Phyllanthus carlottae är en emblikaväxtart som beskrevs av Maurice Schmid. Phyllanthus carlottae ingår i släktet Phyllanthus och familjen emblikaväxter. Inga underarter finns listade i Catalogue of Life.